# Heptapterus bleekeri
Heptapterus bleekeri är en fiskart som beskrevs av Boeseman, 1953. Heptapterus bleekeri ingår i släktet Heptapterus och familjen Heptapteridae. Inga underarter finns listade i Catalogue of Life.